# Lecane noobijupi
Lecane noobijupi är en hjuldjursart som beskrevs av Segers och Russell J.Shiel 2003. Lecane noobijupi ingår i släktet Lecane och familjen Lecanidae. Inga underarter finns listade i Catalogue of Life.